# Lankaran
Lankaran (numit uneori și Lenkoran) este un oraș din Azerbaidjan, centru administrativ al districtului eponim din sudul țării. Are 50,2 mii locuitori (2008). Este o stațiune balneară și port la Marea Caspică. Orașul a fost între 1747 și 1813 capitala Hanatului Talâș și rămâne până azi capitala neoficială a poporului talâș, un grup etnic iranofon din sudul Azerbaidjanului. Principalul obiectiv turistic al orașului este palatului ultimului han talâș, actualmente muzeu. 